# Oo (dwuznak)
Oo – dwuznak używany w języku angielskim i niderlandzkim. W angielskim oznacza dźwięk „u”, natomiast w niderlandzkim „oł”.
W angielskim wyjątkiem są słowa „flood” (IPA: /flʌd/) i „blood” (IPA: /blʌd/) oraz „door” (IPA: /dor/) i „shoot” (IPA: /shot/)